# Geografía de Venezuela
El territorio  de Venezuela es el país que está más ubicado en la parte norte de América del Sur. Cuenta con una extensión de 916 445 km². Se encuentra totalmente en el hemisferio norte y su límite sur está muy cerca de la línea del Ecuador terrestre, por lo tanto, forma parte de la zona intertropical y cuenta con diversos tipos de clima entre ellos el clima tropical, subtropical y templado. Sus límites geográficos son: Mar Caribe (norte), Colombia y Brasil (sur), Guyana (este) y Colombia (oeste), además su Mar Patrimonial le otorga fronteras con los mares territoriales de: Estados Unidos de América (Puerto Rico e Islas Vírgenes de los EE. UU.), el Reino de los Países Bajos (Aruba y Antillas Neerlandesas: Bonaire, Curazao, Saba, y San Eustaquio), la República Dominicana, Francia (Guadalupe y Martinica), Trinidad y Tobago, Colombia, San Cristóbal y Nieves, el Reino Unido , Dominica, Santa Lucía, San Vicente y las Granadinas, Granada y Guyana. El territorio oriental, ubicado entre los ríos Cuyuní y el Esequibo, comprende una extensa zona que Venezuela reclama como propia, conocida como la Guayana Esequiba.

## El territorio venezolano
El territorio de Venezuela está formado por 916.445 km²; el territorio insular (islas), que abarcan 1.270 km²; el espacio aéreo y submarino en el mar territorial suman 71.295 km² al territorio general, la zona contigua (22.224 km²), la zona económica exclusiva (348.176 km² de extensión marina que incluyen la zona contigua), la plataforma continental (que corresponde al fondo marino, hasta la extensión de la zona económica exclusiva) y las aguas interiores, históricas y vitales. Visto así, el territorio (continental y marítimo) de Venezuela abarca 916 445 km², ya que, de las áreas marinas y submarinas, solamente el mar territorial suma extensión al territorio, aun cuando en todas ellas el Estado ejerce soberanía. Venezuela reclama la soberanía de 159 542 km² que componen la Guayana Esequiba, que actualmente es administrada por Guyana.

## Geográfica
El país comprende muchas regiones geológicamente muy variadas. Al oeste se extienden la Cordillera de los Andes venezolanos. Estos se prolongan hacia el norte y se transforman allí en la Cordillera de la Costa (Venezuela). Al sur de esta cadena montañosa se encuentran los Llanos, con gran cantidad de ríos. Al sur de los Llanos corre el río Orinoco. Al sur del Orinoco está la región de las Guayanas, un escudo de la era precámbrica, una parte del cual se ubica en la cuenca del Río Negro e indirectamente en la del Río Amazonas y otra parte en la cuenca del Orinoco. La Guayana venezolana es la región más extensa del país y está formada, además del antiguo escudo guayanés, por amplias y elevadas mesetas que toman el nombre de Tepuyes, que le dan los pemones, indígenas que habitan en la Gran Sabana.
Por encontrarse en la zona intertropical, Venezuela posee un clima cálido y lluvioso en general, pero debido a la orografía, los vientos, la influencia del mar y la orientación de las cadenas montañosas, hay diferencias climáticas. La latitud ejerce cierta importancia en la estacionalidad y cantidad de las lluvias, pero su papel es mucho menor en cuanto al efecto que tiene en las temperaturas. La altitud, sin embargo, constituye un factor que cambia drásticamente el clima, sobre todo en lo que se refiere a la temperatura, alcanzando valores muy diferentes según la disposición del relieve en lo que se conoce como pisos térmicos, bióticos o ecológicos.

### Paleogeografía
Durante el Pleistoceno tardío la extensión de los glaciares en la Cordillera de Mérida y Sierra de Perija era de más de 700 km² y el nivel del mar era 125 m más bajo.

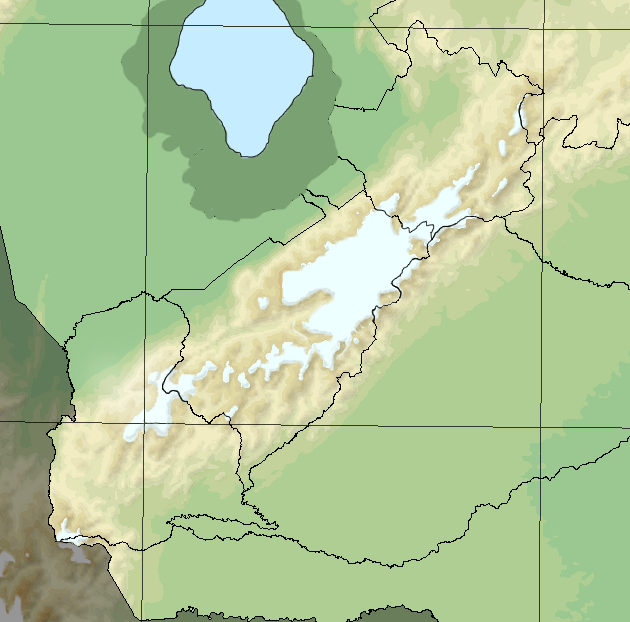
Extensión de los glaciares durante la última era glacial en los Andes venezolanos hace aproximadamente entre 20 000 a 70 000 años. Actualmente queda menos de 1% de esa extensión glaciar, estando repartida en el Pico Bolívar y Pico Humboldt-Bonpland.

### Clima
La medida anual de temperatura se reduce solo con la altitud, como por ejemplo en Los Teques (situada a 1300 metros) con sus 19,8;°C de promedio anual contrasta con los pueblos y ciudades en el nivel del mar que superan los 27 °C de medida anual, aunque la amplitud térmica es muy escasa en todo el país (nunca supera los 4 °C de diferencia). No existen las estaciones bien marcadas, como sucede con las zonas templadas de ambos hemisferios. Por el contrario, por influencia de la lengua castellana introducida por los españoles durante el período colonial, se le denomina invierno a la época de lluvias, aunque ésta coincide, aproximadamente, con el verano (térmico) en el Hemisferio Norte. Y, por el contrario, se le denomina verano a la época de sequía que corresponde, también aproximadamente, al invierno en el hemisferio norte (noviembre a abril).
Los climas venezolanos están estructurados en "pisos térmicos", como se menciona a continuación:
- Clima Muy Cálido: desde el nivel del mar hasta 300 m. La temperatura media anual son mayores a 26 °C. Abarca la mayoría del territorio nacional. Un ejemplo de este clima son las ciudades localizadas en zonas áridas como Maracaibo, Punto Fijo, Cabimas, Coro, Carora, Puerto La Cruz, Cumaná; y ciudades localizadas en zonas de sabana como Barinas, Guanare, Acarigua, San Carlos, Calabozo, El Tigre, Maturín, Ciudad Bolívar; así como en las islas (Margarita, Coche, Cubagua y las Dependencias Federales).
- Clima Cálido: se localiza aproximadamente entre los 300 m a 650 m. y posee temperaturas que rondan entre 23 °C a 25 °C. El clima propio de localidades como Barquisimeto, Valencia, Maracay y Guarenas.
- Clima Templado: se ubica entre los 650 a 1600 m. La temperatura promedio anual va desde los 18 °C a 23 °C. Ejemplos de este clima lo encontramos en localidades como Mérida (parte sur), San Cristóbal, Caracas, Los Teques y Caripe.
- Clima Fresco: entre los 1600 y 2400 m., las temperaturas van desde los 13 °C hasta los 18 °C, ejemplo de este clima se encuentran en San Antonio de Los Altos, Colonia Tovar, El Junquito, Galipan, Mérida (parte norte), Santo Domingo, La Puerta, La Grita, Queniquea.
- Clima Frío: se encuentra entre los 2400 y 3200 metros aproximadamente, donde las temperaturas fluctúan entre los 8 °C y 13 °C. Ejemplo de este clima se puede encontrar en Mucuchíes, Los Nevados, Chachopo, La Culata y zonas parameras de la Sierra de Perija y Cordillera de Mérida, así como también en las cumbres máximas del Macizo Guayanes y Cordillera de La Costa.
- Clima Muy Frío: se localiza entre los 3200 y 4150 m. aproximadamente, con temperaturas que van entre los 3 °C y 8 °C. Ejemplo de este clima es evidente en localidades como Apartaderos, Llano El Hato, La Asomada y en los páramos andinos de la Cordillera de Mérida y Sierra de Perija.
- Clima Gélido: esta localizado entre los 4150 m y 4700 m., posee temperaturas entre los 0 °C y 3 °C. Se localizan en diversos páramos altos de la Sierra Nevada de Mérida, Sierra de Santo Domingo y Sierra de La Culata.
- Clima Glacial: en los picos de más de 4.700 m en donde reinan las nieves perpetuas, las temperaturas están por debajo de 0 °C.

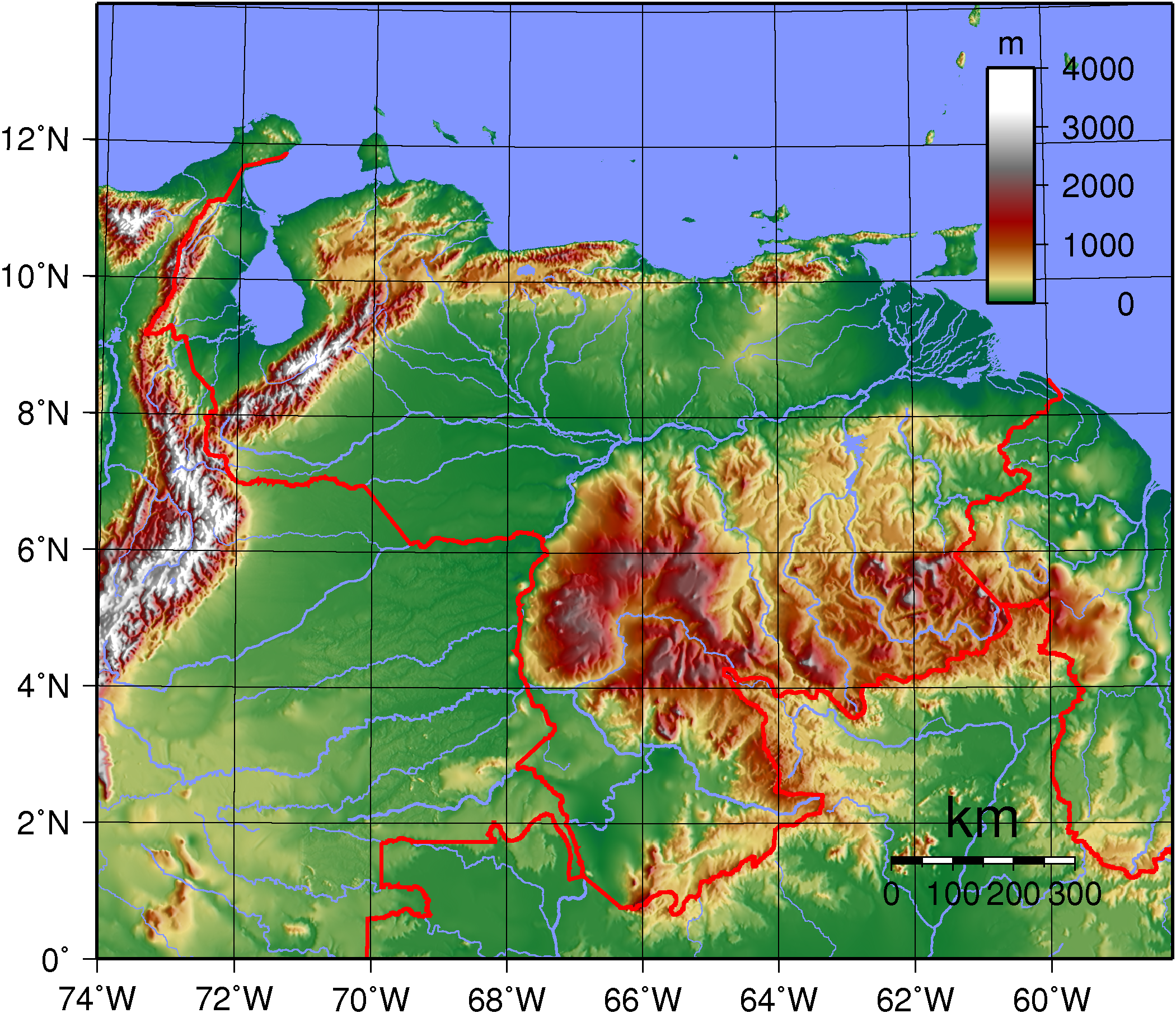
Mapa topográfico de Venezuela

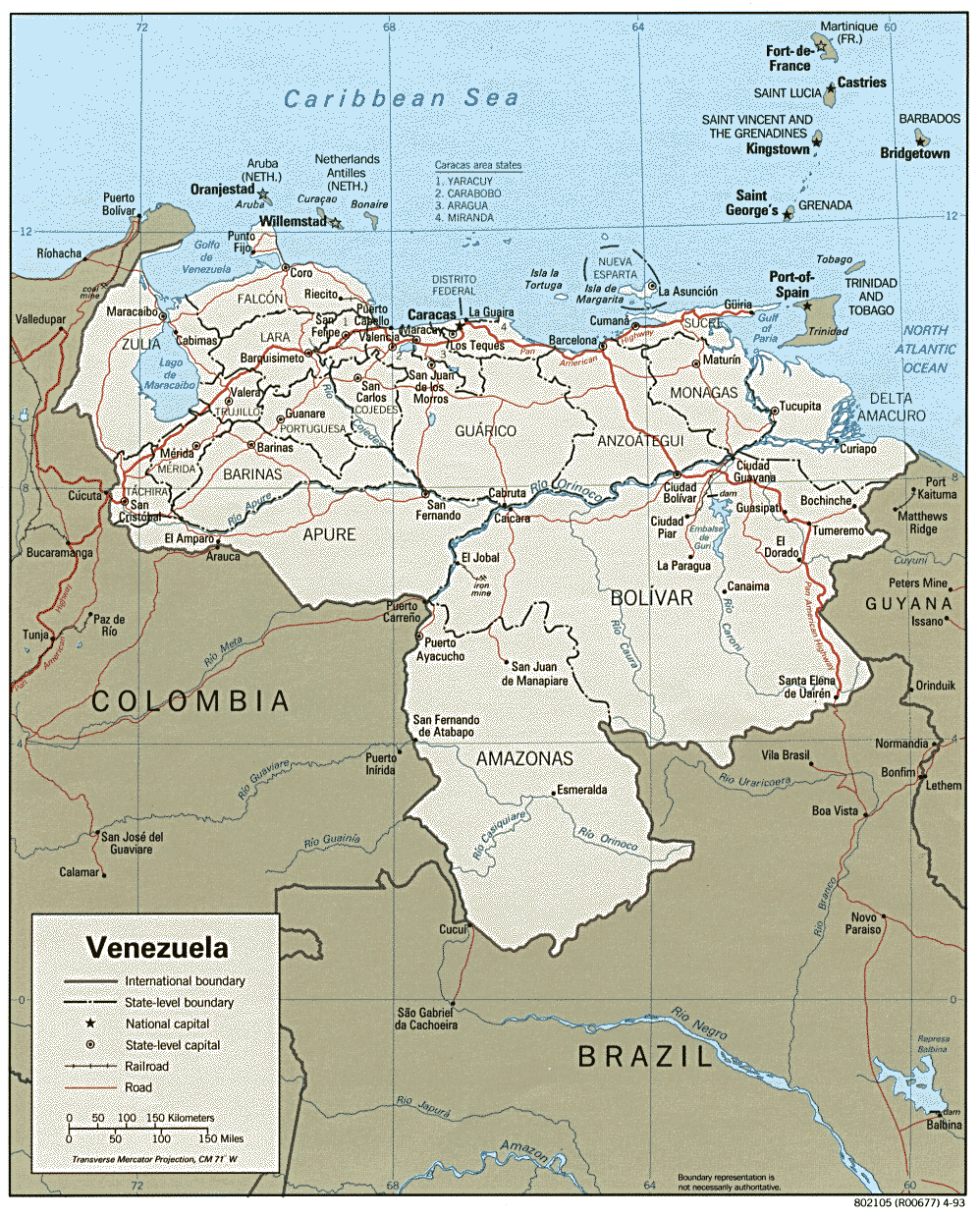
Mapa politico de Venezuela

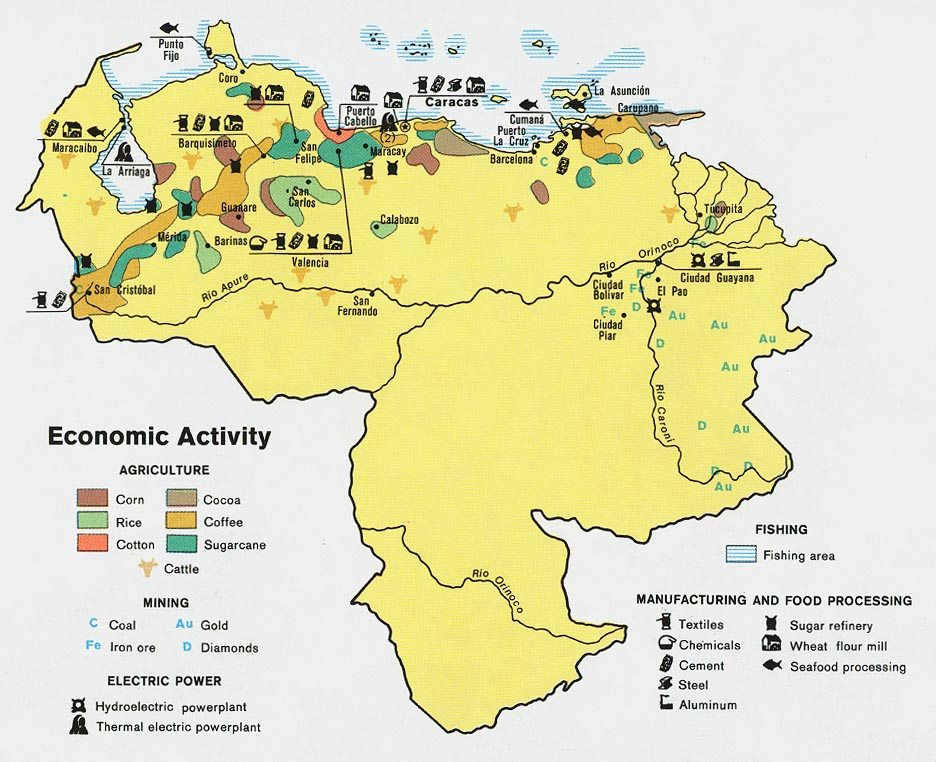
Mapa de actividad económica de Venezuela

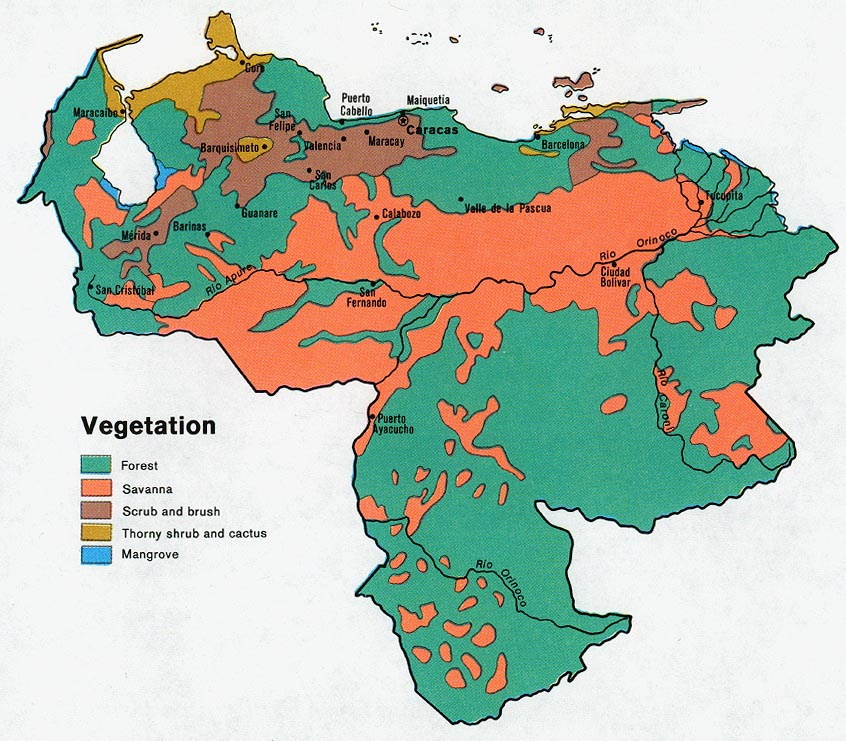
Mapa de vegetación de Venezuela

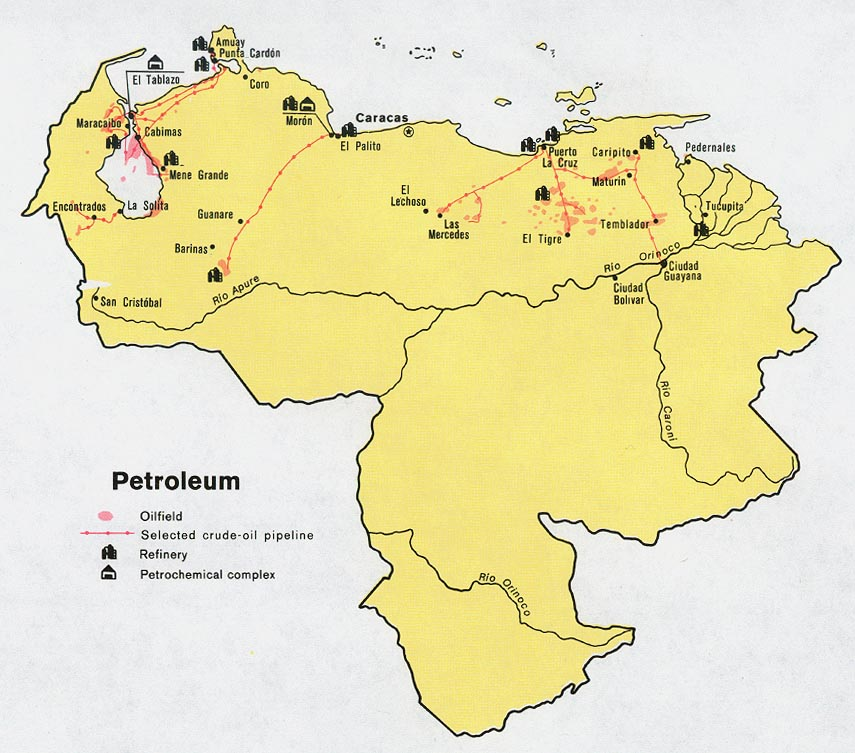
Mapa petrolero de Venezuela

La influencia del mar incide en cambios climáticos aunque en menor grado que la altitud, así en las zonas de costas las temperaturas máximas son altas, pero no tanta como Los Llanos, localizadas en el interior, además de esta región junto la Guayana los efectos de la continentalidad incide en amplitudes térmicas diarias más altas (de más de 0 °C), con respecto a la costa (no superior a 4 °C de amplitud media por lo general). Aunque en cualquier caso, en todo el territorio nacional las amplitudes térmicas anuales son insignificantes Con respecto a las precipitaciones hay variaciones en las distintas regiones venezolanas, en Los Llanos es tropical con una granpat estación seca (Clima intertropical de sabana), así en la zona costera del Mar Caribe es árido con escasas precipitaciones, exceptuando la vertiente del Atlántico donde llueve abundantemente. En las zonas montañosas de la Cordillera de la Costa (Venezuela), las lluvias varían según la disposición de las montañas, pero son suficientes y más regulares.El clima puede definirse como la resultante de las condiciones de la atmósfera y de sus efectos sobre la vida en la superficie terrestre, durante un período suficientemente largo. El conocimiento del clima en Venezuela es indispensable para comprender las características de los otros componentes del ambiente como los suelos, la vegetación y los recursos hidráulicos, así como para la evaluación de las potencialidades y limitaciones que ofrecen las diferentes regiones geográficas en el desarrollo del país.
Venezuela se encuentra ubicada en la zona intertropical del Hemisferio Norte, entre 0º 38’ 53” y 12º 11’ 22” de latitud norte, y 59º 48’ 10” y 73º 25’ 00” de longitud oeste. Como consecuencia de esta localización geográfica, las condiciones climatológicas dependen de los patrones de circulación atmosférica y de los sistemas atmosféricos planetarios y regionales que afectan el norte de Sur América y el sur del Mar Caribe.
El territorio venezolano está bajo la influencia directa de los vientos alisios del noreste, los cuales se originan en una zona del Atlántico norte donde la presión atmosférica es alta.
La franja o área donde convergen en la superficie los vientos alisios del noreste del Hemisferio Norte y los del sureste del Hemisferio Sur, recibe el nombre de Zona de Convergencia Intertropical (ZCIT). Ocasionalmente, esta convergencia es muy activa, dando lugar a la formación de grandes nubes de desarrollo vertical, que permiten claramente su identificación en las imágenes satelitales. Esta convergencia se centra, en promedio, alrededor de los 5º N, desplazándose hacia el norte y hacia el sur, en los períodos de los solsticios de verano correspondientes.
Las condiciones generales del clima pueden verse modificadas regionalmente por factores diversos, tales como la altitud del relieve, su exposición a los vientos, la continentalidad, e incluso por la presencia recurrente del llamado fenómeno El Niño-La Niña.
De estos sistemas atmosféricos, los más importantes debido a la amplitud geográfica y a su significado climático, son la Zona de Convergencia Intertropical, el Sistema de Alta Presión del Atlántico norte, las vaguadas, ondas del este y los relictos de frentes fríos del norte. Las ondas del este son perturbaciones que se propagan en la región del Atlántico-Caribe desde el este hacia el oeste, produciendo fuertes precipitaciones.
Por su situación latitudinal, el territorio nacional es esencialmente isotérmico, cuya oscilación térmica estacional es en general menor a 5 °C; en cambio, la amplitud térmica diaria (ATD) es más importante, alcanzando valores superiores a 8 °C y posiblemente aún más altos en situaciones de altitudes significativas, como en los casos de las zonas elevadas de Guayana y los Andes. Es bueno recalcar que los factores de altitud y distancia al mar (continentalidad) ejercen también influencia, pero de manera moderada.
La altitud del relieve es el factor que introduce la mayor variación de la temperatura en Venezuela. A la disminución de la temperatura con respecto a una determinada elevación se le conoce como Gradiente Térmico Vertical y su valor varía entre 0.63 °C/m cerca del ecuador y 0,62 °C/m a 12° de Latitud Norte. De manera que en las regiones montañosas, la variación de la temperatura con la altitud es más marcada, generando una secuencia de pisos térmicos que en combinación con las otras variables atmosféricas da como resultado un patrón de pisos climáticos.
Cabe destacar que la variación estacional de los períodos secos y lluviosos es la característica más sobresaliente del clima de las regiones ubicadas al norte del Paralelo 6° N. La estación seca puede iniciarse en noviembre y se extiende hasta mediados de mayo cuando comienza la estación lluviosa, lo cual ocurre en casi todo el país, particularmente en los Llanos Orientales y Centrales, donde la precipitación promedio anual varía entre 800 a 1100 mm al año, así como en los Llanos Occidentales y Meridionales más húmedos con promedios anuales entre 1500 y 2400 mm. En las regiones semiáridas las lluvias son escasas, de alta intensidad y de carácter errático. Por lo general, las regiones de clima árido no presentan un período de humedad marcado, excepto en años excepcionalmente muy lluviosos.
En el territorio venezolano se pueden diferenciar los siguientes tipos climáticos relevantes:
I. Climas Cálidos de Tierras Bajas
Corresponde a las regiones ubicadas por debajo de 1000 m de altitud, con temperaturas medias anuales entre 22 y 26 °C para los tipos cálidos y superior a 26 °C para los tipos muy cálidos. Desde el punto de vista de la lluviosidad se distinguen seis tipos de climas cálidos de tierras bajas con diferentes subtipos; a saber:
Climas del Sur: Comprenden los tipos cálidos superhúmedo y muy húmedo de carácter ecuatorial.
Climas de los Llanos: Húmedo en las tierras bajas y muy húmedo en el piedemonte oeste de Barinas. En la generalidad de los casos, los climas de los llanos se caracterizan por tener una marcada estacionalidad de las lluvias. Así, en el período lluvioso se concentra más del 85% del total anual de precipitación, mientras que en los meses secos llueve muy poco, especialmente en enero, febrero, marzo y abril.
Climas de la Depresión del Lago de Maracaibo: En la Depresión del Lago de Maracaibo se pueden distinguir los siguientes tipos climáticos: Superhúmedo: en los Piedemontes de las cuencas de los ríos Tarra, Socuavo y Catatumbo. Muy Húmedo: en el sector oeste, sur y sureste del Lago. Húmedo: al suroeste, sur y este del Piedemonte Andino. Subhúmedo: en las costas Occidental y Oriental del Lago. Semiárido: en la Altiplanicie de Maracaibo, Laguna de Sinamaica y Paraguachón.
Climas del Sistema de Relieve Lara-Falcón-Yaracuy: En esta región conformada por una sucesión de serranías bajas, colinas y valles longitudinales, existe una variedad de climas que van desde muy húmedo hasta el árido.
Climas del Litoral Central: El Litoral Central está ubicado entre los meridianos 66°30’ y 68° W y se encuentra bajo los efectos del fenómeno de surgencia, resultante de la exposición de la línea de costa en sentido oeste-este y de la inversión de los vientos alisios. Tales situaciones originan en este sector un clima semiárido.
Climas de la Región Nororiental: En esta región se pueden encontrar climas muy húmedos. En el estado Nueva Esparta predomina el clima semiárido, exceptúan¬do el sector nororiental de la isla de Margarita que incluye el Cerro Copey, un poco más húmedo y más fresco por efecto de la altura.
II. Climas de Tierras Altas
Tierras Altas de Guayana: Están conformadas por una topografía escalonada y extensa en la que se intercalan los tepuyes, sierras y serranías, con altitudes superiores a los 1000 m, enclavadas en la extensa región de clima cálido superhúmedo de Guayana. Se presenta, básicamente dos tipos de clima: el mesotérmico superhúmedo y el mesotérmico muy húmedo.
Cordillera de la Costa Central y Oriental: En esta Cordillera, tanto en su parte central como oriental, los tipos climáticos que se destacan son el mesotérmico húmedo que cubre las franjas altitudinales entre 1000 y 2000 m, el mesotérmico subhúmedo ubicado en el mismo piso altitudinal y el templado subhúmedo locali¬zado por encima de los 2000 m. Este último presenta una temperatura media anual entre 15 °C en su parte inferior y 10 °C en sus partes más altas. El factor altitud se une con los factores marítimos y de continentalidad para producir alta diversidad climática.
Cordillera de Mérida: En la Cordillera de los Andes, es donde existe la mayor variabilidad climática de las tierras altas situadas por encima de los 1000 m de altitud. En efecto, la vigorosidad de su relieve expresada en diferentes franjas altitudinales que culminan casi a 5000 m, la masividad, su orientación e incluso su exposición a los vientos y a los rayos solares, así lo determinan. Los tipos y subtipos de climas que pueden encontrarse en esta Cordillera, van desde el Mesotérmico muy húmedo, hasta el Piso Gélido. La variabilidad climática andina determina, a su vez, una marcada biodiversidad, muy importante para la localización de los tipos de vegetación natural y el uso agrícola de la tierra. Es lo que se conoce como pisos bioclimáticos, cuyo escalonamiento en la Cordillera de Mérida es el más conspicuo de todo el territorio nacional.
Cordillera de Perijá: La Cordillera de Perijá presenta una gran diversidad climática, en estrecha relación con la altitud y la orientación de la exposición de las vertientes, lo cual origina importante variabilidad en la cantidad de lluvia media anual. Es así como en la cuenca del río Guasare, ubicada en el sector más hacia el norte de la cordillera, la precipitación varía entre 1600 mm/año en la zona montañosa baja hasta un poco más de 3000 mm/año en las estribaciones de la zona fronteriza con Colombia. Mientras que en extremo sur de la Cordillera, la cantidad de lluvia es aún mucho mayor, alcan¬zando promedios anuales entre 2200 mm/año en la zona montañosa baja hasta 4000 mm/año en los valles de los ríos de Oro e Intermedio. Asimismo, en las cumbres sobre los 3000 m de altura donde están las nacientes del río Apón y sus tributarios, se encuentra un zona de Páramo muy húmedo, bordeando la zona limítrofe con Colombia.
Fuente: Atlas de Venezuela - Instituto Geográfico de Venezuela Simón Bolívar.

### Hidrografía
Venezuela está conformada por tres vertientes hidrográficas: la del Mar Caribe, la del Océano Atlántico y la del Lago de Valencia, que forma una cuenca endorreica. La principal es la del Caribe por el número de ríos que la constituyen, aunque suelen ser de corto curso y de caudal escaso e irregular, con alguna excepción como es el caso del Río Catatumbo, que nace en Colombia y desagua en la cuenca del Lago de Maracaibo. Al Océano Atlántico drena la extensa cuenca del río Orinoco, cuya superficie es superior a la de toda Venezuela. La cuenca del Orinoco es la tercera de América del Sur por su superficie y da origen a un caudal de unos 33000 metros por segundo, lo que convierten al Orinoco en uno de los ríos más caudalosos del mundo y también en uno de los más valiosos desde el punto de vista de los recursos naturales renovables. Un río que constituye un caso único en el mundo es el Casiquiare, que constituye una derivación natural del Orinoco y que, después de unos 500 km de longitud, desagua en el río Negro el cual es afluente, a su vez, del Amazonas.
Los principales afluentes venezolanos del Orinoco son el Arauca y el Río Apure por la margen izquierda y el Ventuari el Caura y el Río Caroní por la margen derecha, entre otros.

## Relieve
Venezuela posee un relieve variado que va desde las cumbres de la Cordillera Andina en el oeste hasta las planicies deltaicas en el este pasando por los llanos en el centro-sur, la Cordillera de la Costa en el norte (considerada por muchos como continuación de la Cordillera Andina) y la amplia zona de mesetas del Macizo Guayanés al sur del Orinoco (la región más extensa, con el 50 % de la superficie total del país).

### Fauna y vegetación
El país Venezuela es considerado como uno de los Países Mega diversos por poseer una gran cantidad y diversidad de especies, sobre todo en lo que se refiere a las especies vegetales y a las aves. Y la diversidad climática y, al mismo tiempo, la estabilidad de los elementos del clima, han hecho que muchas especies vegetales y animales de otras partes del mundo se hayan introducido y hayan encontrado un hábitat sumamente apropiado para su desarrollo: casi todos los cultivos y especies domesticadas por el hombre pueden cultivarse en Venezuela en condiciones muy favorables, un hecho ya señalado hace casi dos siglos por Andrés Bello en su Silva a la agricultura de la Zona Tórrida.

### Recursos naturales
Entre ellos destacan los minerales como petróleo, gas natural, hierro, bauxita, carbón, oro, diamantes, coltán, entre otros; los recursos pesqueros son abundantes en la fachada marítima caribeña y atlántica así como en los ríos de los Llanos; los recursos forestales y las vastas extensiones agrícolas y pecuarias están muy subutilizados y se hallan en Los Llanos y en las zonas andinas, así como en el norte del país. Además, el enorme potencial hidroeléctrico presente en la región Sur del país (Guayana) viene a complementar y hasta sustituir en su mayor parte, el potencial termoeléctrico de las plantas que consumen gas natural y gasóleo.[cita requerida]
Existen varios tipos de relieve: relieve terrestre, relieve costa oriental y otros.

## Geografía política
Caracas es la ciudad capital de la república, una metrópoli en donde se asientan los poderes públicos nacionales. Le siguen en importancia Maracaibo, Valencia, Barquisimeto ,Maracay y muchas otras.

## Regiones naturales

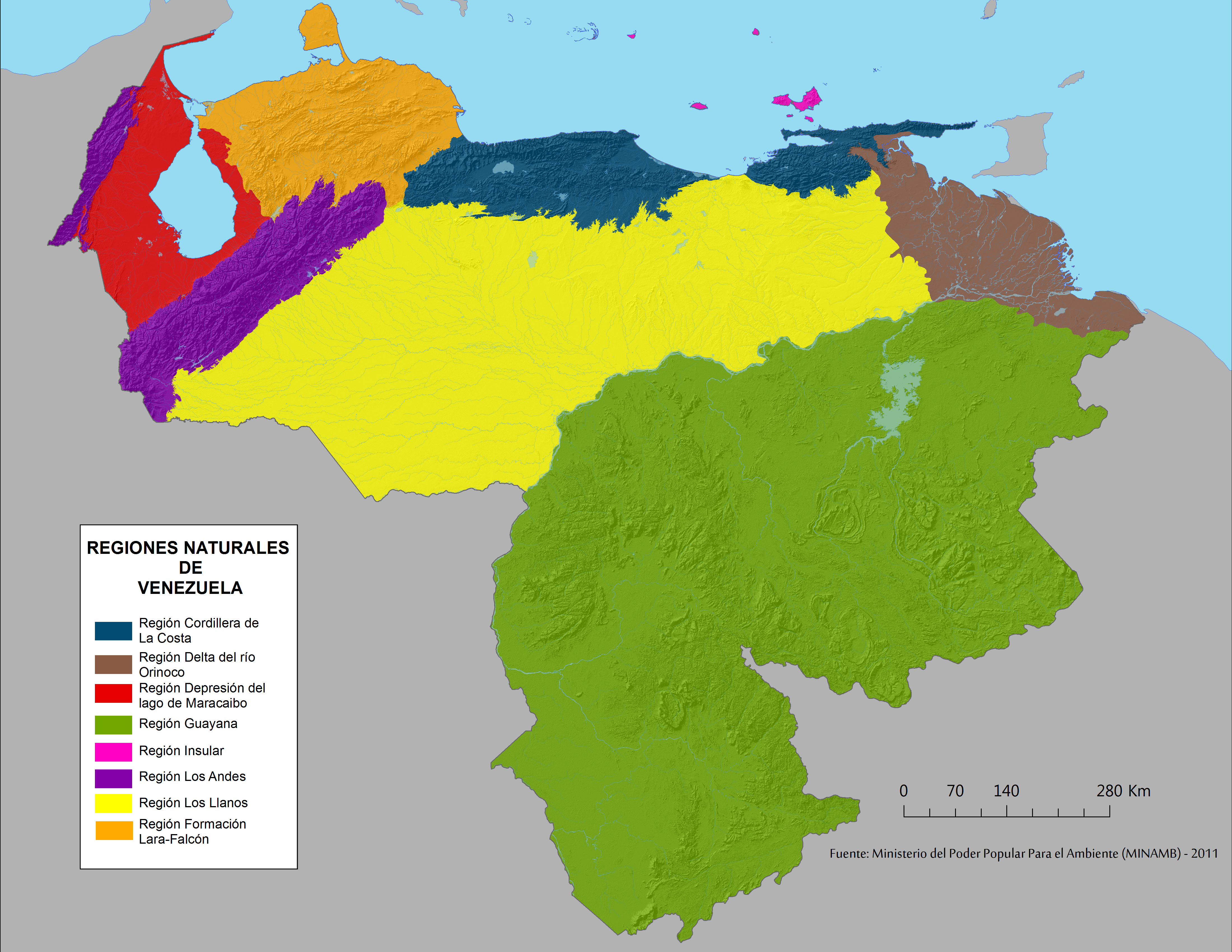
Regiones naturales de Venezuela.

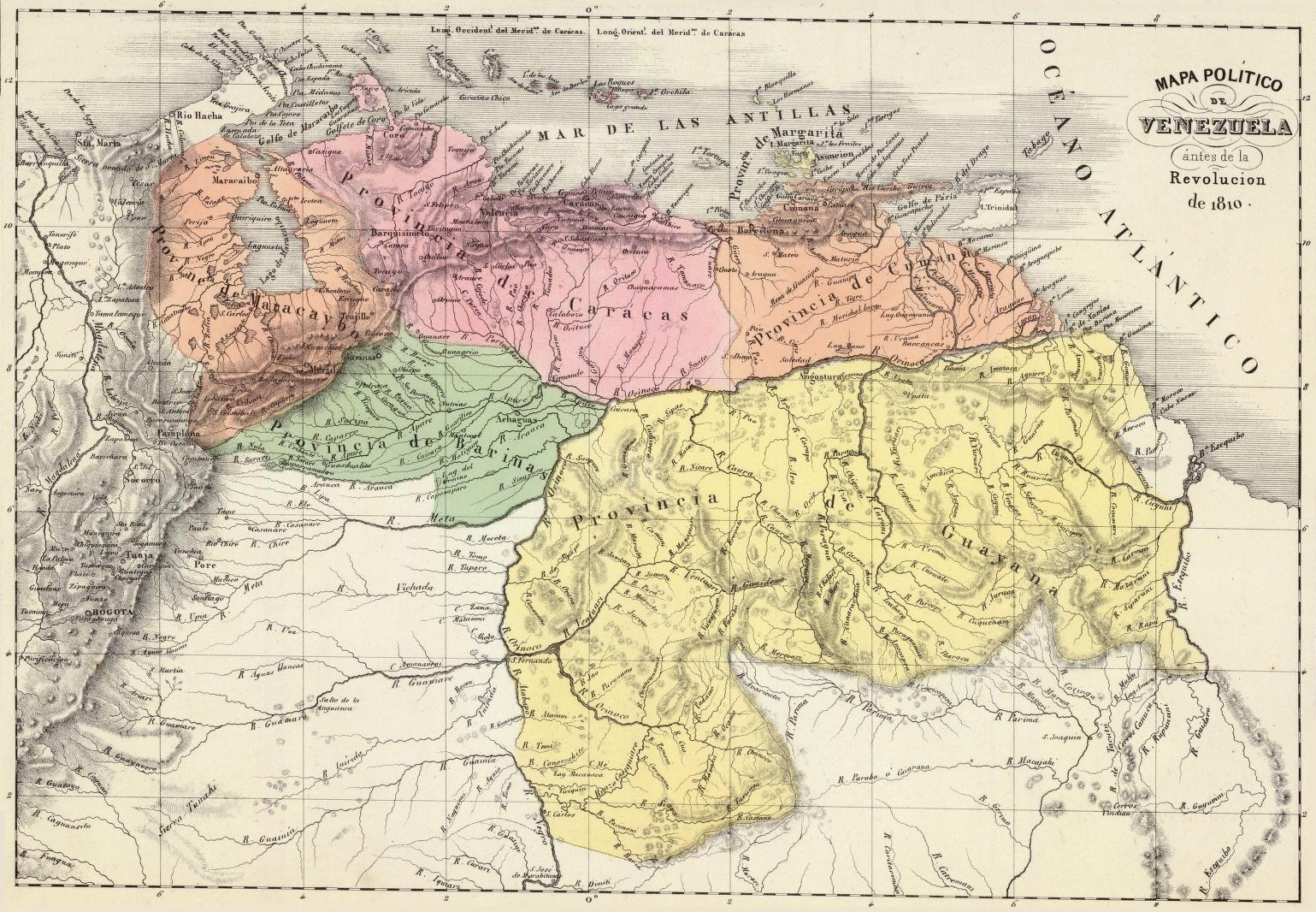
Mapa de Venezuela, de 1840.

Venezuela tiene siete regiones naturales continentales y una región natural marítima.

## Límites
- Norte:  Mares territoriales de: Trinidad y Tobago, República Dominicana, Aruba, Curazao, Bonaire, Puerto Rico, Islas Vírgenes, Martinica y Guadalupe.
- Sur: Colombia y Brasil.
- Oeste: Colombia.
- Este: Guyana.

### Límites políticos
- Norte: Isla de Aves, Dependencias Federales Venezolanas, Mar Caribe.
- Sur: Río Negro, Estado Amazonas y Brasil.
- Este: Punta Playa, desembocadura del Río Cuyuní, Estado Delta Amacuro y Guyana
- Oeste: límite con Colombia, Estado Zulia.

### Población
La población venezolana es bastante heterogénea. La mayoría de los habitantes tiene antepasados europeos, indígenas americanos y africanos, principalmente. Gran cantidad de inmigrantes han llegado a Venezuela en el siglo XX. Desde el punto de vista demográfico, Venezuela es un país relativamente joven, con una pirámide de población bastante ancha en la base, tasa de natalidad. A comienzos de los años 90 (siglo XX), la proporción de la población femenina comenzó progresivamente a sobrepasar a la masculina, lo que representa una tendencia consistente con la etapa de transición demográfica. La mayor parte de la población vive en el norte del país (más del 70 % de la población), con una amplia zona casi despoblada al sur del Orinoco (la mitad de la superficie del país solo concentra el 5 % de sus habitantes) y la región de Los Llanos, con algo más del 20 % de la población total. Alrededor del 80 % de la población es urbana, la mayor parte de la cual se concentra en las grandes ciudades.

## Ecosistema de Venezuela
Biomas
. Montaña
. Llanos
. Selva
. Manglar
. Desierto
. Tierras áridas
. Sabana
. Nieve
. Páramo andino
. Depresión
. Farallones
. Bosque
. Bosque tropical
. Tepuy
. Cueva
. Playa
Cuerpos de Agua
. Océano
. Río
. Lago
. Mar
. Embalse
. Laguna
. Cascada
Fenómenos Naturales
. Terremoto
. Tsunami
. Tornado
. Manga de agua
. Huracán
. Ciclón
. Incendio forestal
. Inundación
. Relámpago
. Rayo
. Relámpago del Catatumbo
. Granizo
. Nieve
. Tormenta
. Corrimiento de tierra
. Tormenta de polvo (puede haber muchos en Falcón, lara, Zulia, Apure, Sucre, Anzoátegui, Nueva , y la Dependencias Federales)